# Jan van Dael
Jan-Frans van Dael, dit Jean-François Van Dael, né le 27 mai 1764 à Anvers et mort le 20 mars 1840 à Paris, est un peintre flamand de nature morte.

## Biographie
Peintre autodidacte, Jan van Dael s'installe à Paris dès 1787. Admis pour la première fois au Salon en 1793, il y expose régulièrement jusqu'en 1833. 
Spécialisé dans les natures mortes de vases de fleurs et de corbeilles de fruits, il bénéficie d'une large reconnaissance publique et institutionnelle. Un prix de 4 000 francs lui est décerné au Salon de l'an IX (1801), et il obtient une médaille d'or à deux reprises lors des Salons de 1810 et 1819. 
Nommé chevalier de la Légion d'honneur en 1825, il est membre de la Société royale pour l'encouragement des beaux-arts à Anvers, et de l'Académie royale des beaux-arts d'Amsterdam.
Deux de ses œuvres sont acquises par l'impératrice Joséphine et une troisième par l'impératrice Marie-Louise au titre du mécénat princier.
Van Dael dispense des cours de peinture pour les femmes dans son atelier parisien au 14, impasse des Feuillantines. Il a pour élèves Jean Benner-Fries, Élise Bruyère, Laurent Coste, Iphigénie Decaux-Milet-Moreau, Henriëtte Geertruida Knip, Élisa-Émilie Le Mire, Auguste Piquet de Brienne, Christiaan van Pol (en), Adèle Riché et Jean Ulrich Tournier.
Jan van Dael a été représenté a au moins deux reprises par son confrère Robert Lefèvre. Un premier portrait, daté de 1804, est conservé au musée royal des Beaux-Arts d'Anvers. Un second le représente plus âgé, debout en train d'écrire sur un cahier ou un grand livre ouvert qu'il tient devant lui ; cette œuvre fit partie de la collection Charles de Beistegui au château de Groussay, où elle ornait la cheminée de la pièce dite « La Lunette ».
Van Dael est inhumé à Paris au cimetière du Père-Lachaise (11e division), près de son ami 

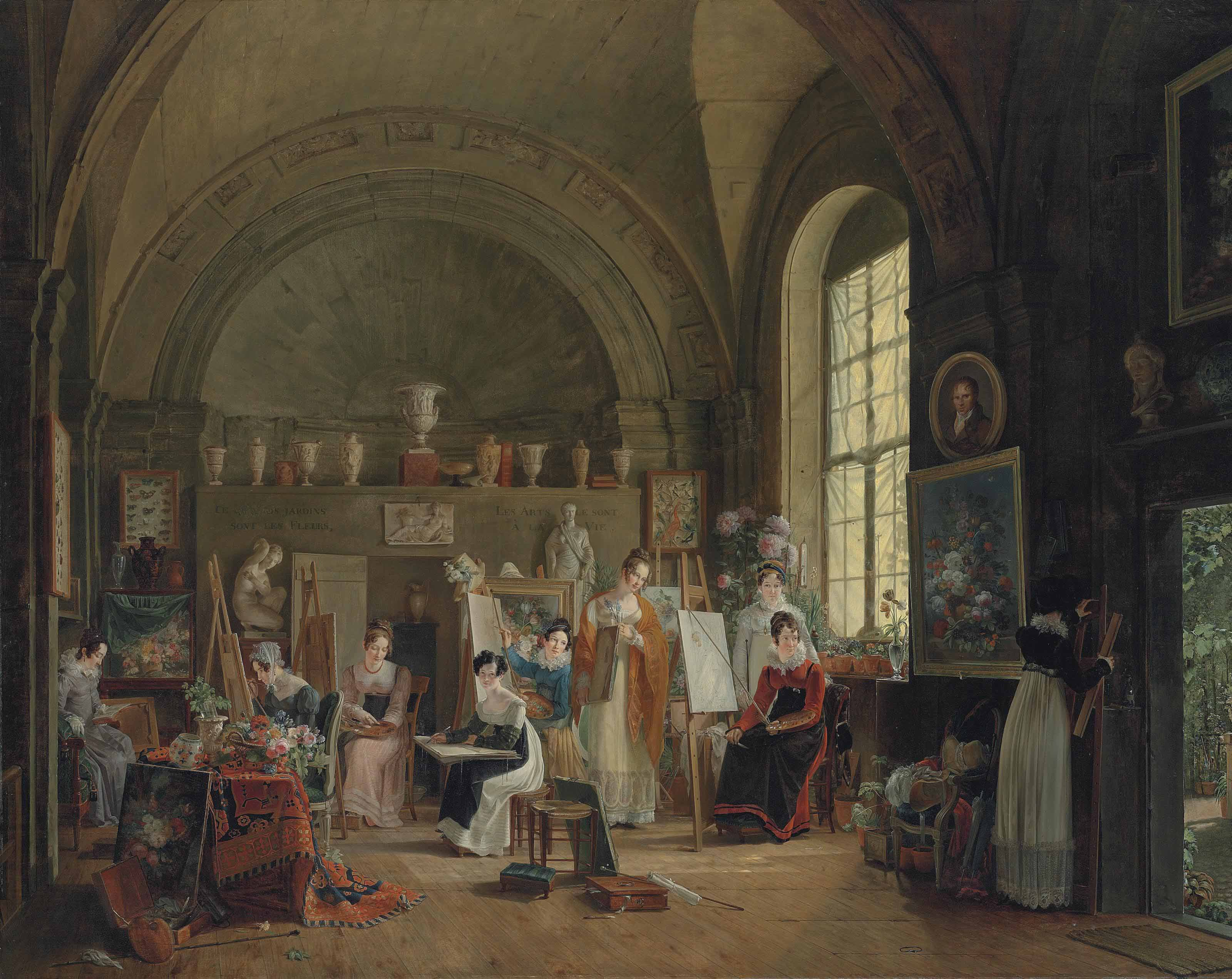
Philippe-Jacques van Bree, Vue de l’atelier de Jan Franz van Dael à la Sorbonne, 1816, Worcester Art Museum.

Gerard van Spaendonck.

## Collections publiques
Algérie
- Alger, musée national des Beaux-Arts : Nature morte, huile sur toile.

Australie
- Melbourne, National Gallery of Victoria : Nature morte de fleurs, 1811, huile sur toile [6].

États-Unis
- San Francisco, musée des Beaux-Arts : Fleurs devant une fenêtre, 1789, huile sur toile.

France
- Compiègne, château de Compiègne : Nature morte de fleurs, huile sur toile[7].
- Fontainebleau, château de Fontainebleau : 
  - Fleurs sur une console de marbre avec un ananas, 1823, huile sur toile ;
  - Fleurs dans un vase d'agate sur une table de marbre, 1816, huile sur toile.
- Lyon, musée des Beaux-Arts : Vase de fleurs avec une tubéreuse cassée, 1807, huile sur toile.
- Orléans, musée des Beaux-Arts: 
  - Nature morte de pêches et raisin sur un entablement, vers 1819, huile sur marbre blanc, 29,8 x 37,9 cm[8].
- Paris, musée du Louvre : Vase de fleurs, raisins et pêches, 1810, huile sur toile.
- Rueil-Malmaison, château de Malmaison :
  - L'Offrande à Flore, 1799, huile sur toile ;
  - Le Tombeau de Julie, 1803-1804, huile sur toile.
- Varzy, musée Auguste Grasset, Bouquet de fleurs sur un entablement, 1817 ;

Royaume-Uni
- Cambridge, Fitzwilliam Museum :
  - Vase de fleur sur une corniche, 1817, huile sur toile ;
  - Fleurs avec roses et tulipes, 1815, dessin [9].

Russie
- Moscou, musée Pouchkine :
  - Corbeille de fruits, huile sur bois ;
  - L'Offrande à Flore, 1807, huile sur toile.
- Saint-Pétersbourg, musée de l'Ermitage : Panier de fruits, vers 1801-1802, huile sur toile.

Œuvres de Jan van Dael
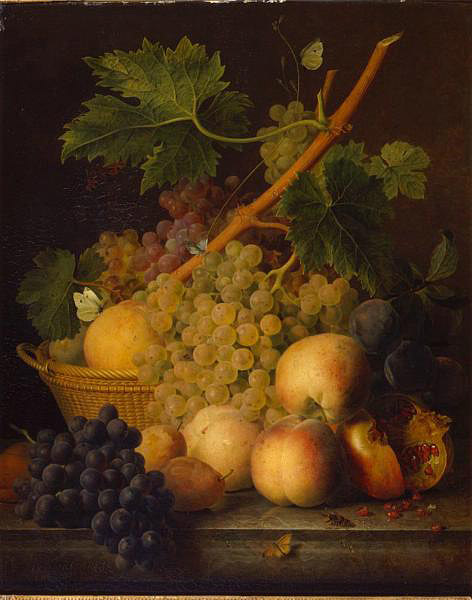
Corbeille de fruits, Moscou, musée Pouchkine.
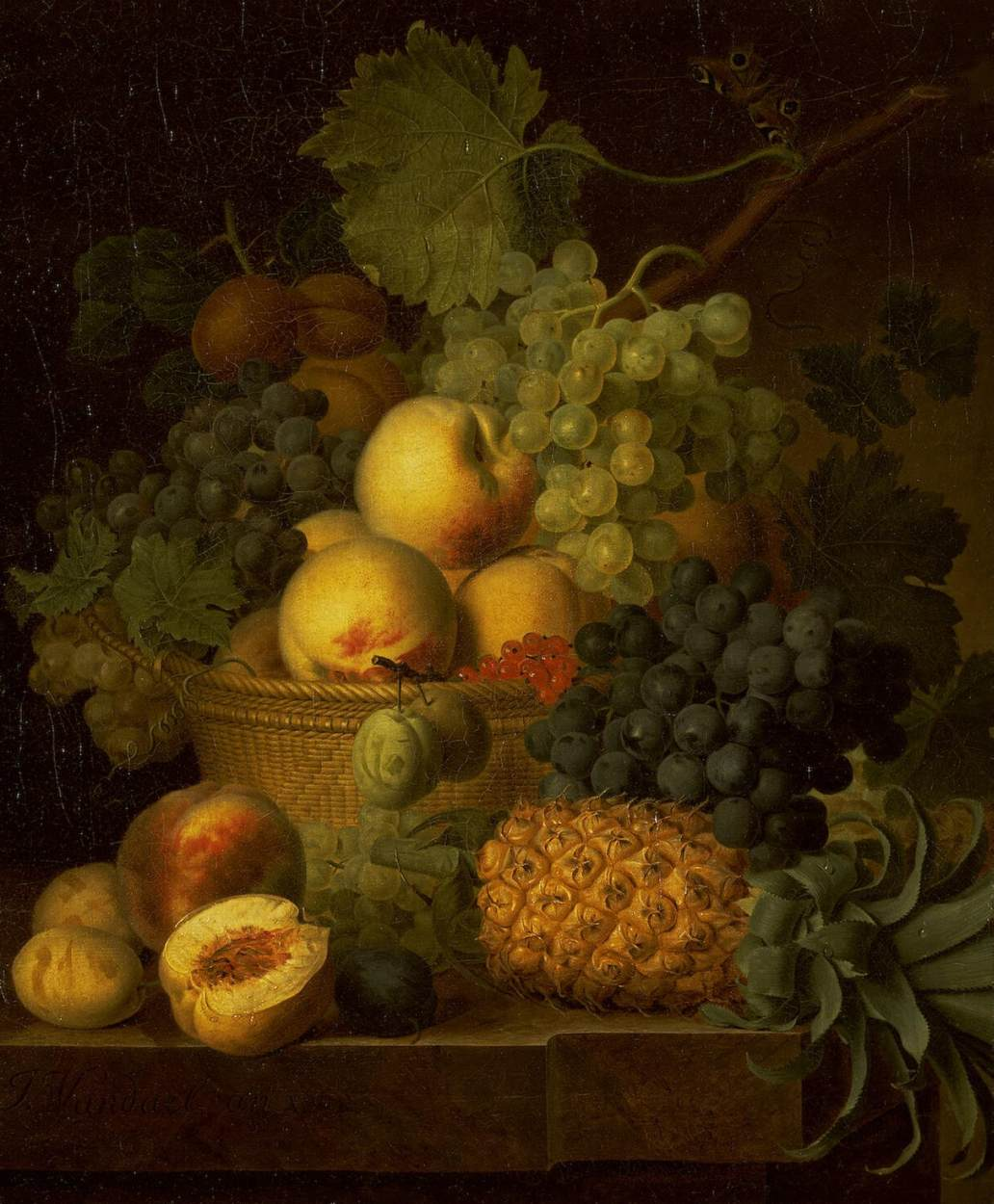
Panier de fruits (vers 1801-1802), Saint-Pétersbourg, musée de l'Ermitage.
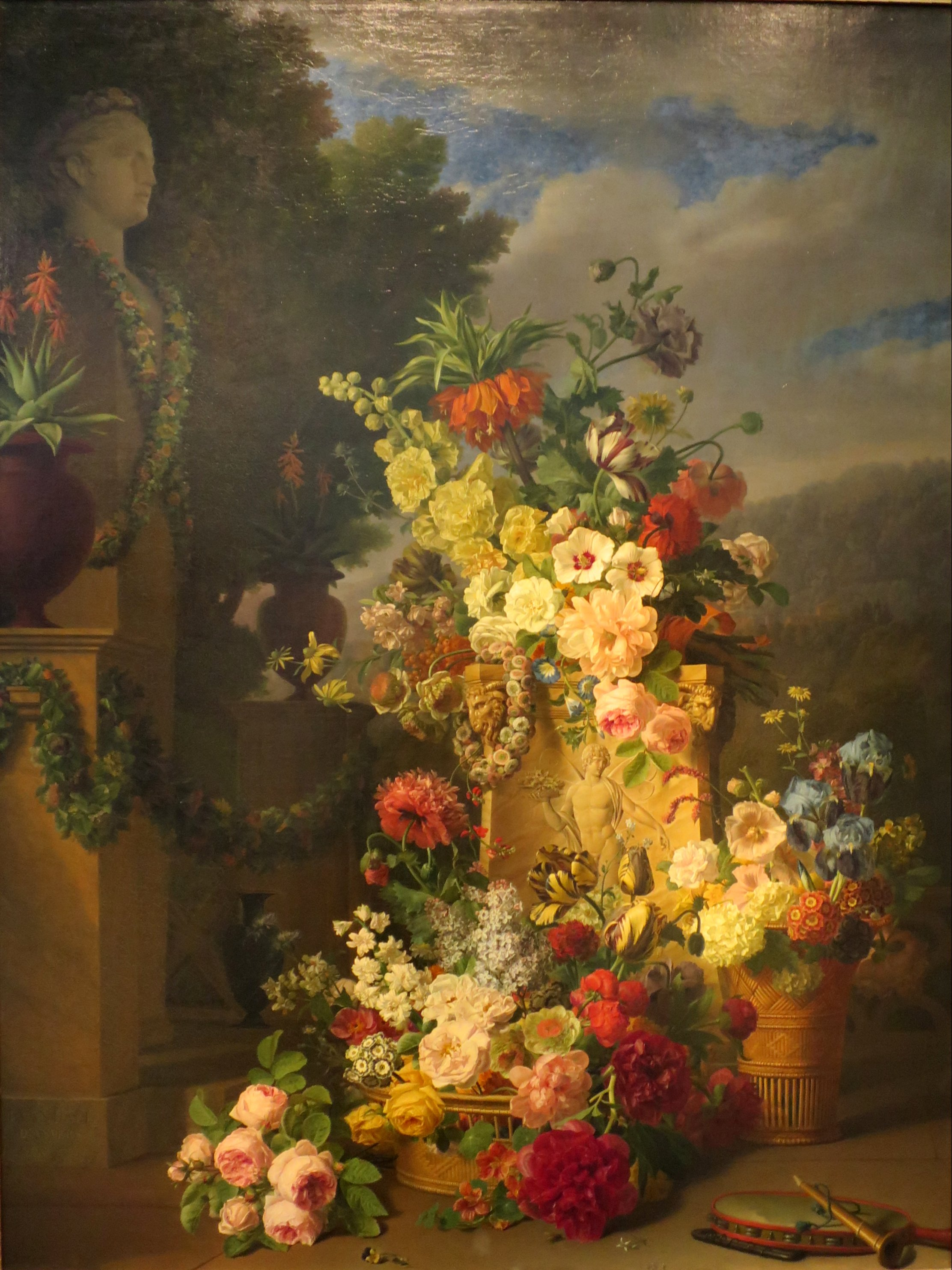
L'Offrande à Flore (1807), Moscou, musée Pouchkine.
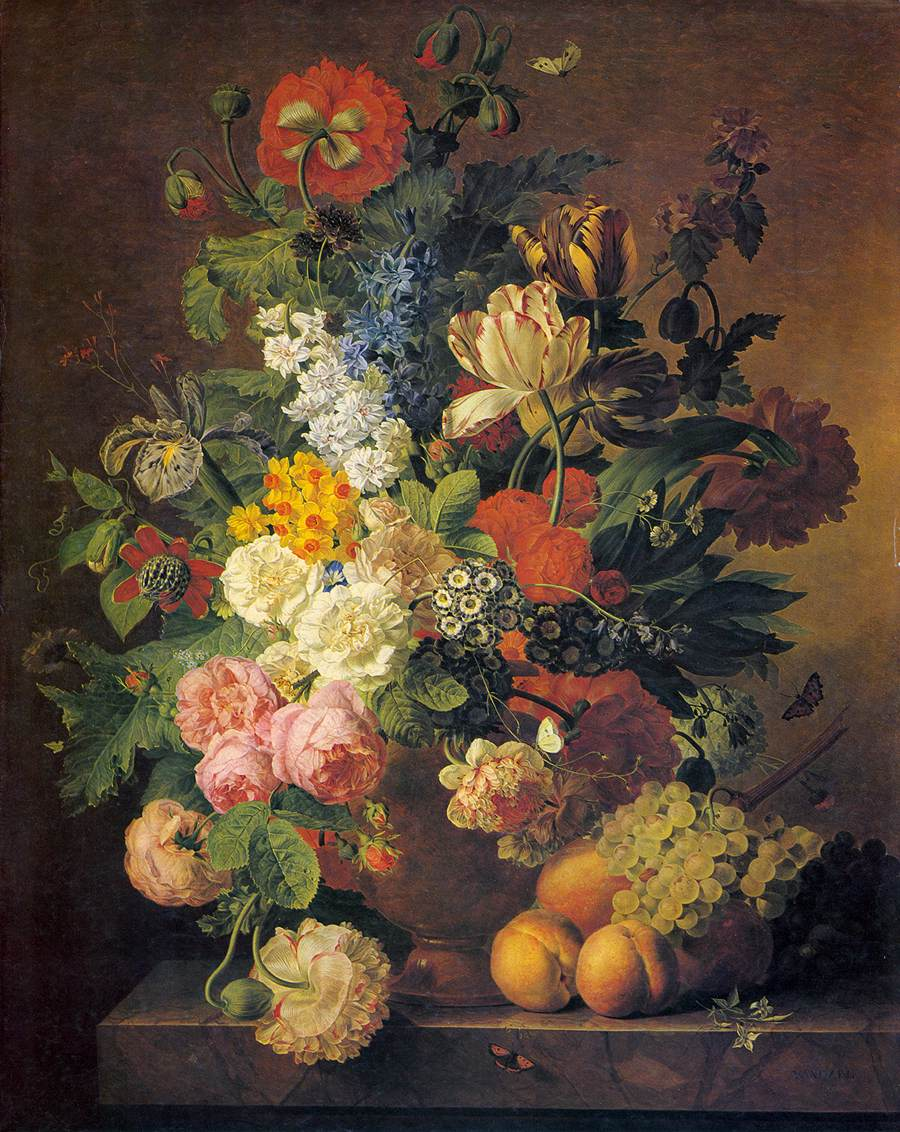
Nature morte de fleurs (1811), Melbourne, National Gallery of Victoria.